# University of Central Lancashire
Die University of Central Lancashire (oder kurz: UCLan; deutsch: Universität von Zentrallancashire) ist eine Universität mit dem Hauptsitz in Preston, Lancashire, England, Vereinigtes Königreich. Außenstellen befinden sich in Burnley (nördlich von Manchester), im Westlakes Science and Technology Park nahe Whitehaven in der Grafschaft Cumbria sowie in Larnaka auf Zypern.

## Ursprünge
Am 11. September 1828 hat der Prestoner Joseph Livesey ein Treffen "zum Zweck der Errichtung einer Institution in Preston" abgehalten. Das Treffen wurde um 19:30 in "Herrn Smith's großem Raum Nr. 11, Cannon Street, (über Herrn Templeton's Schule)" abgehalten. Dieses Zusammentreffen führte zu einem weiteren Treffen am städtischen Kornmarkt (jetzt die "Assembly" Bar) in der Lune Street am 7. Oktober im selben Jahr. Am 1. August 2004 wurde die frühere Northumbria Universität in Carlisle mit rund 400 Studenten eingegliedert.

## Zahlen zu den Studierenden
Von den 24.715 Studenten des Studienjahrens 2019/2020 nannten sich 14.245 weiblich und 10.470 männlich. 20.030 Studierende kamen aus England, 150 aus Schottland, 220 aus Wales und 640 aus der EU. 17.835 der Studierenden strebten ihren ersten Studienabschluss an, sie waren also undergraduates. 6.885 arbeiteten auf einen weiteren Abschluss hin, sie waren postgraduates.